# Хоум (вулкан)
Хоум — активный подводный вулкан в архипелаге Тонга (Королевство Тонга).
Вершина находится под водой на глубине от 3 до 10 м от поверхности моря. Последнее извержение произошло в 2006 году. При некоторых извержениях появляются временные острова.